# 凯耶达尔
约翰·古斯塔夫·克里斯托弗·措斯艾厄·凯耶达尔 (Johan Gustav Christoffer Thorsager Kjeldahl，1849–1900，丹麥語發音：[johan ˈkʰɛld̥æːˀl] )，是一个丹麦化学家，他发展了一种测定有机化合物中氮含量的实验技术，并且该方法以他的名字凯耶达尔法来命名。

## 职业生涯
凯耶达尔在嘉士伯啤酒厂位于哥本哈根的嘉士伯实验室工作，从1876年到1900年他一直担任化学部门的领导。

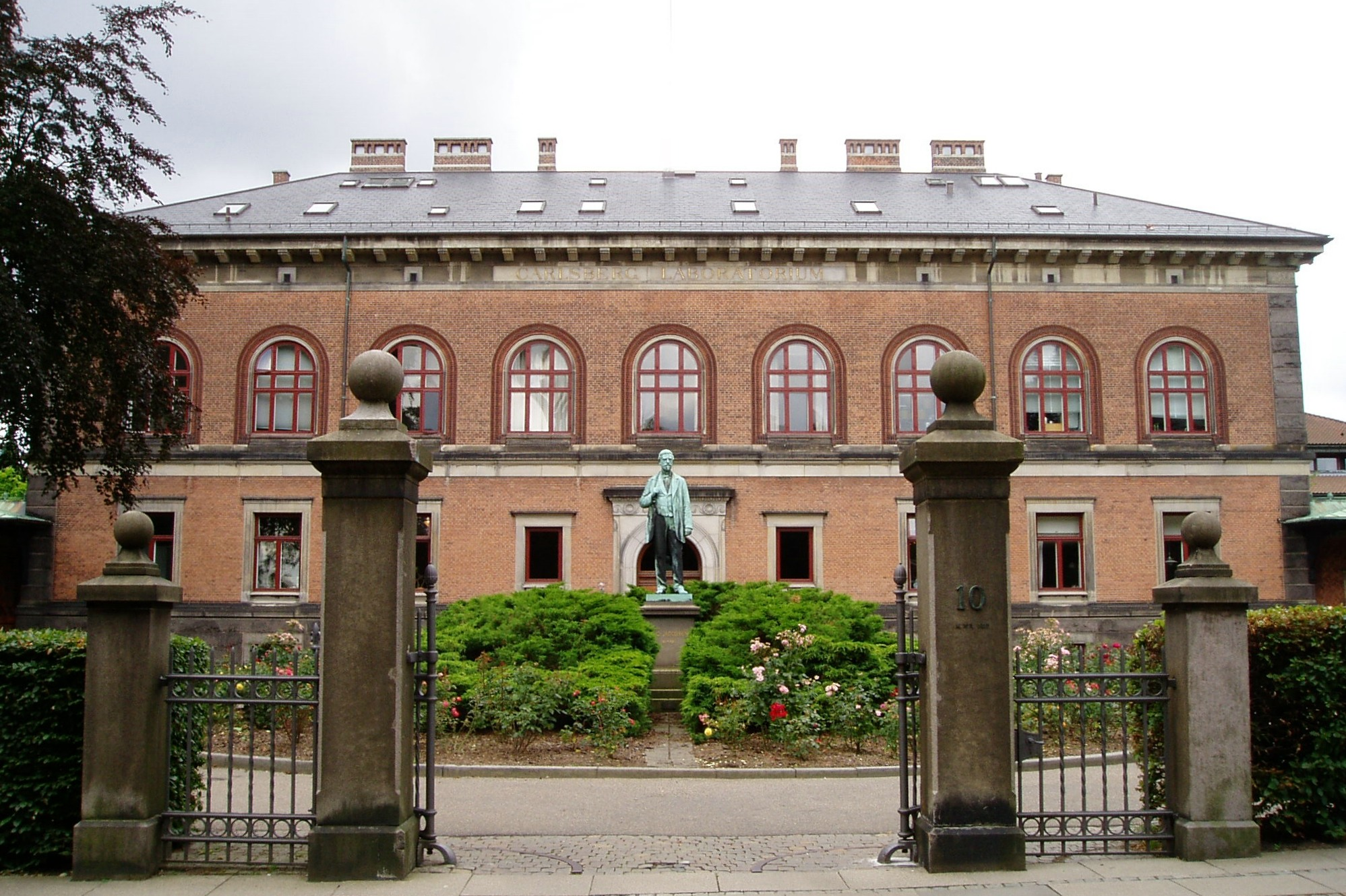
Carlsberg Laboratory today.

他的工作是测定啤酒工业中谷物的蛋白质含量，因为越少的蛋白质意味着更多的啤酒。凯耶达尔发展了一种确定氮含量的准确技术，但是对于现今与蛋白质相关的分析化学和生物化学来说这个准确度还远远不够。

### 凯氏定氮法
为了解决测定样本中氮元素的准确含量的问题，凯耶达尔发展出了一种包含两个反应步骤：蒸馏和反滴定的测定方法。他发现铵盐可以从有机化合物和硫酸两者的反应中产生，这个步骤就是蒸馏。然后收集在这一步产生的铵盐，第二步要和碱液反应。把这一步产生的氨气溶解在盐酸或硫酸里。最后，这个溶液用碳酸钠溶液反滴定来间接的测量氮元素的含量。
在1880年间，凯耶达尔使用硫酸钾来提高酸的沸点，用汞作为加快分解的催化剂。在释放氨气的反滴定过程中，他使用了硼酸缓冲溶液。1883年3月7日，凯耶达尔在丹麦化学协会发表了他的发明。

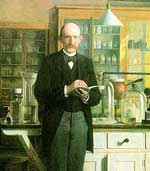
约翰·凯耶达尔1880年间在嘉士伯实验室工作

1883年3月7日，凯耶达尔在丹麦化学协会发表了他的发明。

## 遗产
约翰·凯耶达尔1900年7月18日在丹麦的齐斯维勒莱厄逝世，享年50岁。
他用来测定蛋白质中氮元素的实验技术依然被广泛的用在这类物质的检测和分析中。尽管许多方法被认为比凯氏定氮法更快速和有效，但是没有方法可以比约翰·凯耶达尔的原始方法可以更好地应对不同条件和不同大小的样本。凯耶达尔的设备在世界范围内都是广泛的被使用的。